# Segunda División Provincial del Callao
La Segunda División Provincial del Callao, se funda en el año 1932. Es la categoría inferior a la División Intermedia, durante 1932 hasta 1940. Posteriormente fue restaurado en 1951, desempeñando el papel de segunda categoría después de la Primera División Provincial del Callao, hasta 1974.

## Historia
La Segunda División Provincial del Callao se funda el 1 de abril de 1932. Se creó con la mayoría de equipos del primer puerto, que se separaron del campeonato organizado por la FPF formando su propia liga provincial. El campeonato chalaco, comprendía de: primera división, división intermedia, segunda división y tercera división (primera, segunda, tercera y cuarta categoría respectivamente). No obstante, la Primera División Provincial del Callao, pasa a ser una categoría inferior a la División de Honor, creado en el año 1936. Para la temporada de 1941, se fusiona con su contraparte limeña para formar la Tercera División de la Liga Regional de Lima y Callao hasta el año 1950.
En la temporada 1951, se restablece la Segunda División Provincial del Callao, eliminando la División Intermedia, por lo que pasó a ser la segunda categoría. Finalmente, Segunda División Provincial del Callao, se mantuvo vigente hasta el año 1974. Por lo general, brindaba dos ascensos directos a la Primera División Provincial.

## Formato
La estructura del fútbol chalaco de 1932 hasta 1940, se planteó de la siguiente forma:
- Primera División Provincial del Callao, Primera Categoría
- División Intermedia, Segunda Categoría
- Segunda División Provincial del Callao o Segunda Amateur, Tercera Categoría
- Tercera División Provincial del Callao ó Tercera Amateur, Cuarta Categoría

A su vez, todas estaban debajo en jerarquía, con la aparición de la división de honor.
La modifica la estructura del fútbol chalaco entre los periodos 1951 hasta 1974, de la siguiente manera:
- Primera División Provincial del Callao, Primera Categoría
- Segunda División Provincial del Callao, Segunda Categoría
- Tercera División Provincial del Callao, Tercera Categoría

## Campeones

### Tercera Categoría 1932 al 1940
| Ed. | Año       | Año                                                       | Campeón                                                   | Subcampeón                                                |
| --- | --------- | --------------------------------------------------------- | --------------------------------------------------------- | --------------------------------------------------------- |
| 1   | 1932      | –                                                         | Atlético Excelsior                                        | Próspero y Mario Antola                                   |
| 2   | 1933      | Serie A                                                   | Atlético América                                          |                                                           |
| 2   | 1933      | Serie B                                                   | Boca Juniors                                              |                                                           |
| 3   | 1934      | –                                                         | Sportivo Palermo                                          | Deportivo Corsario                                        |
| –   | 1935      | Torneo cancelado.                                         | Torneo cancelado.                                         | Torneo cancelado.                                         |
| 4   | 1936      | –                                                         | Unión Vigil                                               | Sporting Bellavista                                       |
| 5   | 1937      | –                                                         | Real Felipe                                               | Scuola Deportiva Italia                                   |
| 7   | 1938      | –                                                         | Alianza Tucumán                                           | San Lorenzo de Almagro                                    |
| 7   | 1939      | –                                                         | Once Camaradas                                            | Progresista Aguilar                                       |
| 8   | 1940      | –                                                         | Jorge Washington                                          |                                                           |
| –   | 1941–1950 | De 1941 a 1950 se jugó la Liga Regional de Lima y Callao. | De 1941 a 1950 se jugó la Liga Regional de Lima y Callao. | De 1941 a 1950 se jugó la Liga Regional de Lima y Callao. |

### Segunda Categoría 1951 al 1974
| Año  | Campeón                     | Subcampeón                  |
| ---- | --------------------------- | --------------------------- |
| 1951 | Atlético Deportivo Olímpico |                             |
| 1952 | Chim Pum Callao             |                             |
| 1953 | Sport Dinámico              | Deportivo CAR               |
| 1954 | Unidad Vecinal Nº 3         | Francisco Pizarro           |
| 1955 | Francisco Pizarro           |                             |
| 1956 | Jorge Washington            |                             |
| 1957 | Deportivo Vigil             | White Star                  |
| 1958 | Antonio Miró Quesada        | White Star                  |
| 1959 |                             |                             |
| 1960 | Once Amigos Unión           |                             |
| 1961 | Atlético Ayacucho           | Atlético Barrio Frigorífico |
| 1962 | Atlético Roma               |                             |
| 1963 | Alfredo Alvarado            | México FBC                  |
| 1964 | Independiente Chacaritas    |                             |
| 1965 | Jorge Washington            |                             |
| 1966 | Deportivo Sima              |                             |
| 1967 |                             |                             |
| 1968 | Jorge Washington            |                             |
| 1969 | Alianza Miranaves           |                             |
| 1970 | Once Amigos Unión           |                             |
| 1971 |                             |                             |
| 1972 |                             |                             |
| 1973 |                             |                             |
| 1974 | Tacna Norte                 | Defensor San Pedro          |